# NOνA
NOνA (NuMI Off-Axis νe Appearance) — експеримент, що передбачає на меті вивчення властивостей нейтрино, зокрема їх маси і здатності осцилювати з одного типу (аромату) в інший. Передбачає співробітництво понад 180 вчених з 26 закладів.

## Опис
NOνA буде використовувати існуючий потік «Нейтрино в головному інжекторі» (NuMI) у Фермілаб (англ. Fermi National Accelerator Laboratory), і який виробляє нейтрино для експерименту MINOS, що розташовується на центральній лінії нейтринного потоку; детектор NOνA буде розташований дещо збоку від центральної лінії. Його не осьове положення створює потужний потік нейтрино з піком на енергії 2 ГеВ, на якій, як очікується, нейтринні осциляції матимуть максимум. На осі пік енергії потоку становитиме 7 ГеВ.
Проект NOνA буде застосовувати два детектори: один розташовується за 810 кілометрів від Фермілабу на американо-канадському кордоні, на півночі Міннесоти; інший розташовується у Фермілабі під землею, у тунелі NuMI. Далекий детектор буде 15,6 метрів у ширину, 15,6 метрів у висоту і 75 метрів у довжину. Він важитиме 15 тисяч тонн. Ближчий детектор буде значно менший: 2,9 м х 4,2 м х 14,3 м і вагою 222 тонни.
Детектори споруджені з полівінілхлоридних блоків. Полівінілхлоридні модулі вкриті діоксидом титану для збільшення відбивної здатності. 32 секційні модулі утворюються з'єднанням двох 16 секційних модулів разом. Кожна секція має внутрішній розмір 3,8 см поперек напрямку пучка і 5,9 см уздовж напрямку пучка. Кожна комірка заповнена рідким сцинтилятором, світло від сцинтиляторних спалахів збирається особливим оптоволокном. Волокна проникають в кожну секцію з обох боків і пов'язують її з одним пікселем фотоелектронного помножувача. NOνA буде збирати в середньому 28 фотоелектронів на кожен мюон, що перевищує поріг фотоелектронного помножувача в 15 фотоелектронів.

## Організації-учасники експерименту NOνA
- Аргонська національна лабораторія
- Афінський національний університет імені Каподістрії
- Каліфорнійський технологічний інститут
- Університет Каліфорнії в Лос-Анджелесі
- Національна прискорювальна лабораторія ім. Енріко Фермі
- Гарвардський університет
- Університет Індіани
- Університет штату Айова
- Фізичний інститут імені П. М. Лебедєва РАН
- Університет штату Мічиган
- University of Minnesota Duluth(інші мови)
- Університет Міннесоти
- University of Minnesota, Crookston(інші мови)
- Інститут ядерних досліджень РАН
- State University of New York, Stony Brook(інші мови)
- Northern Illinois University, DeKalb(інші мови)
- Північно-Західний університет
- Pontifícia Universidade Católica do Rio de Janeiro(інші мови)
- Університет Південної Кароліни
- Southern Methodist University(інші мови)
- Стенфордський університет
- Університет Теннессі
- Texas A&M University(інші мови)
- Техаський університет в Остіні
- University of Texas, Dallas(інші мови)
- Університет Тафтса
- Університет Вірджинії
- Коледж Вільяма і Мері
- Wichita State University(інші мови)